# Сентервилл (Миннесота)
Сентервилл (англ. Centerville) — город в округе Анока, штат Миннесота, США. По данным переписи за 2010 год число жителей города составляло 3792 человека.
Был основан в 1857 году.

## Географическое положение
По данным Бюро переписи населения США город имеет общую площадь в 6,2 км² (5,6 км² — суша, 0,7 км² — вода). Полностью окружен городом Лайно-Лейкс.

## Население
| Год переписи | Нас. |  | %±     |
| ------------ | ---- |  | ------ |
| 1920         | 209  |  | —      |
| 1930         | 196  |  | −6,2%  |
| 1940         | 195  |  | −0,5%  |
| 1950         | 209  |  | 7,2%   |
| 1960         | 338  |  | 61,7%  |
| 1970         | 534  |  | 58%    |
| 1980         | 734  |  | 37,5%  |
| 1990         | 1633 |  | 122,5% |
| 2000         | 3202 |  | 96,1%  |
| 2010         | 3792 |  | 18,4%  |
| 2016         | 3953 |  | 4,2%   |

По данным переписи 2010 года население Сентервилла составляло 3792 человека (из них 50,8 % мужчин и 47,7 % женщин), в городе было 1315 домашних хозяйств и 1025 семей. На территории города было расположено 1363 постройки со средней плотностью 243,4 построек на один квадратный километр суши. Расовый состав: белые — 94,3 %, афроамериканцы — 0,3 %, азиаты — 2,7 %, коренные американцы — 0,4 %. На 2016 год население Сентервилла было распределено по происхождению следующим образом: 45,0 % — немецкое, 15,9 % — ирландское, 6,5 % — английское, 7,4 % — шведское, 11,7 % — норвежское происхождение.
Население города по возрастному диапазону по данным переписи 2010 года распределилось следующим образом: 30,8 % — жители младше 18 лет, 3,0 % — между 18 и 21 годами, 58,8 % — от 21 до 65 лет и 7,4 % — в возрасте 65 лет и старше. Средний возраст населения — 35,8 лет. На каждые 100 женщин в Сентервилле приходилось 103,3 мужчин, при этом на 100 совершеннолетних женщин приходилось уже 102,3 мужчин сопоставимого возраста.
Из 1315 домашнего хозяйства 77,9 % представляли собой семьи: 67,8 % совместно проживающих супружеских пар (38,6 % с детьми младше 18 лет); 5,9 % — женщины, проживающие без мужей и 4,3 % — мужчины, проживающие без жён. 22,1 % не имели семьи. В среднем домашнее хозяйство ведут 2,88 человека, а средний размер семьи — 3,28 человека. В одиночестве проживали 17,6 % населения, 5,6 % составляли одинокие пожилые люди (старше 65 лет).

## Экономика
В 2016 году из 2802 человек старше 16 лет имели работу 2049. При этом мужчины имели медианный доход в 61 341 доллар США в год против 50 038 долларов среднегодового дохода у женщин. В 2014 году медианный доход на семью оценивался в 99 145 $, на домашнее хозяйство — в 89 118 $. Доход на душу населения — 35 461 $ в год.